# Acharax alinae
Acharax alinae is een tweekleppigensoort uit de familie van de Solemyidae. De wetenschappelijke naam van de soort is voor het eerst geldig gepubliceerd in 1993 door Métivier & Cosel.